# Воловня
Воловня (пол. Wołownia) — село в Польщі, у гміні Єленево Сувальського повіту Підляського воєводства.
Населення — 205 осіб (2011).
У 1975-1998 роках село належало до Сувальського воєводства.

## Демографія
Демографічна структура станом на 31 березня 2011 року:
|          | Загалом | Допрацездатний вік | Працездатний вік | Постпрацездатний вік |
| -------- | ------- | ------------------ | ---------------- | -------------------- |
| Чоловіки | 106     | 25                 | 65               | 16                   |
| Жінки    | 99      | 18                 | 53               | 28                   |
| Разом    | 205     | 43                 | 118              | 44                   |